# Selenops peraltae
Espèce
Selenops peraltae est une espèce d'araignées aranéomorphes de la famille des Selenopidae.

## Distribution
Cette espèce est endémique de Bolivie.

## Description
La femelle holotype mesure 8,0 mm.

## Étymologie
Cette espèce est nommée en l'honneur de Marcela Peralta.

## Publication originale
- Corronca, 1997 : El género Selenops (Araneae, Selenopidae) en América del Sur: Descriptción de nuevas especies. Iheringia (Série Zoologia), vol. 82, p. 75-80 (texte intégral).